# 劫机
劫机即劫持飞机，指以非法手段奪取飞机的操縱權。劫機者可單獨行事或有組織地透過使用武器、威胁等暴力手段控制飛行器。在大部分劫机事件中，飛行員須跟從劫機者的指令駕駛飛機以实现后者的目的，但在部分案例，飛機會用於發動自殺式襲擊（如九一一襲擊事件），飛行員亦可能劫持自己的飛機，以達到安全飛往目的地以外之目的（如中國國際航空905號班機劫機事件）。
在大多数地区，劫持飞机可被判处终身或长期监禁。在中国大陆、印度、利比里亚和美国等允許死刑的司法管辖区，劫机的最高刑罚为死刑。

## 动机
劫机的动机多种多样，涵盖了政治、宗教、个人利益等各类目的。其中，常见的政治动机包括劫机者为寻求政治庇護或要求释放政治犯，借此表达对现政权的不满或对政治变革的诉求。此外，一些劫机事件背后的因素可能是宗教极端分子，试图引发社会动荡。
除此之外，劫机者也可能为实现个人复仇，针对某个人或某个组织发动劫机行动，借此进行报复。而在某些情况下，劫机还可能被用作掩饰犯罪手段，例如伪装成空难事件以骗取保险赔偿。在金钱利益驱使下，劫机者甚至可能以全机乘客为人质，向相关政府或企业索要高额赎金。
值得注意的是，有时劫机行为并不出于明确的利益动机，而可能是由精神错乱或心理疾病引发的，这类劫机事件往往更加难以预测和控制。

## 词源
劫機的英語是「hijack」，這一词据说源于劫车大盗抢劫前假装成搭便车的路人，拦车前先假装友好，跟司机打招呼时说“Hi, Jack!”。后引申为劫持飞机，汽车等，日本由此派生出大量如，“Busjack”（劫巴士）、“Seajack”（海劫）、“Carjack”（劫车）等和製英語单词。不过，在欧美也有描写劫持飞机的“Skyjack”（空劫）的小说存在。此詞來源還有另外一種說法，即highway（高速公路）与jacker（劫持者）的結合。後廣泛用於劫機、劫船以及劫車等各種交通工具上的搶劫事件。

## 预防
1963年9月14日在日本东京都订立的《關於在航空器內犯罪和其他某些有害行為的公約》是第一个反劫机公约，对公约的范围、管辖权、机长的权利、各国的权利与责任等均作了详尽的规定。1970年12月16日在荷蘭海牙订立的《制止非法劫持航空器公約》，以及1971年9月23日在加拿大蒙特利爾订立的《制止危害民用航空安全非法行為公約》，对防止、处理、惩治劫机制订了更明确的规则。1988年2月24日在蒙特利爾订立的《制止在為國際民用航空服務的機場從事非法暴力行為的議定書》，是《制止危害民用航空安全非法行為公約》的补充议定书。
1970年代开始，激进派组织的劫机頻发；各国为应付这种情况，完善了机场保安系统，并创立了处理劫机事件的特种部隊。1980年代—1990年代，劫机事件相对有所减少。
2001年9月11日，美国多部飛機遭到劫持並墜毀，911恐怖袭击事件發生，使得劫機防範再次成为世界性課題，各国机场开始大力加強保安措施，如：实施行李检查，乘客名单提交警察当局，严禁随身携带包括指甲刀在内的任何带刃金属物品，机内餐具全部塑料製造，强化安全检查等等。
致重大伤亡或事故的劫机行为在中华人民共和国处唯一死刑。

## 历史
劫機事件在飛機航空史初期開始出現。劫機起初涉及輕型飛機，但後來隨着商業航班的普及，商業客機也成為了劫持對象。

### 二十世紀上半葉
首起有記載的劫持民航客機事件於1931年2月21日發生。數名秘鲁革命分子劫持一架泛美航空福克F.VII郵運飛機，以便他們空投宣傳傳單。第二起劫機事件在兩天後發生，地點亦為秘魯。
冷戰初期，共產主义国家与资本主义国家之间的政治逃亡性质劫机事件多有发生。1960年代後期 - 1980年前期，巴勒斯坦人民解放战线（PFLP）、日本赤軍、德國赤軍（RAF）等极左激进派组织了多起劫机事件。1990年代，中國大陸客機曾多次被劫持往台灣。21世紀後著名劫机事件有2001年蓋達組織策划实施的九一一袭击事件。

### 事例
- 1948年7月16日：國泰航空一架租給澳門航空運輸有限公司的水陸兩用飛機，於澳門新口岸起飛後隨即被四名中國男子劫持，但遭遇乘客激烈反抗。最後劫機者槍殺機長，飛機隨即失控墜毀於九州洋外海，造成機上22人死亡，只有一名劫機者生還。這次事件是史上首宗非政治劫機事件。

- 1969年10月31日：從美國洛杉磯飛往舊金山的環球航空85號航班，被19歲的美國海軍陸戰隊員拉斐爾·米尼奇耶洛（Raffaele Minichiello）劫持。飛往義大利，為了探望他垂死的父親。意大利沒有引渡他回美國，他只以非法持有槍械入境罪名，在義大利的監獄服刑18個月。[2]

- 1969年12月：大韓航空公司YS-11型飞机于韩国釜山机场起飞後遭劫机、劫机者要求前往北朝鮮。抵达北朝鮮后，乘客及乘務員11名连同飞机至今尚未返还。

- 1970年由日本赤軍派策划的淀号劫机事件是日本最早的劫机事件。在这次劫机事件中日本的運輸政務次官被顶替当作人質，劫匪成功流亡北朝鮮，事件有众多未能得到解决。並且由於此事之前沒有關於劫機的处罚法律存在，暨此教训，日本设立了《劫机防止法》。

- 1970年9月6日：环球航空公司的波音707型飞机、瑞士航空公司的DC-8型飞机以色列航空公司的波音707型飞机、泛美航空公司的波音747型飞机，共计4机遭同時劫机。在乘机私服警備人員同劫機者展开枪战后，除以色列航空的飞机和未能着陸的泛美航空飞机以外，其余飞机在约旦的英国空軍基地强行着陸成功，事件发生不久不列颠航空公司遭劫机，于同一空軍基地强行着陸成功。着陸後、全体乘客被解救，3架飞机被同时爆破。这是一起由PFLP策划组织的，意在解救被关押战友的劫机事件。

- 1971年11月24日：西北航空305號班機，為一架波音727客機，在下午約3:00時被一名神秘男子劫機，最後該名男子取得所要求的金額及降落傘後跳機逃走，從此下落不明。

- 1973年7月20日：自称“被佔領地的儿子”的巴勒斯坦游击队与日本赤軍的混成部隊劫持了阿姆斯特丹飞往東京的日本航空公司波音747型飞机（執行404號班機），强行着陸于利比亚。人質解救後飞机被爆破、劫机者受政府默许逃亡成功。

- 1976年6月27日：特拉维夫飞往巴黎的法国航空公司139航班遭巴勒斯坦人民解放阵线（PFLP）和巴德尔—迈因霍夫集团BAF合伙组织的劫机，途经利比亚，释放了除犹太人以外的人質後，于乌干达着陸。乌干达独裁者伊迪·阿明总统支持PFLP，将103名人質关押于机场候机厅。7月3日深夜、以色列特种部隊实施了称为“恩德培行动”的人質救援行动。有2名人质死亡，其餘人员全部救出。

- 1977年10月13日：西班牙領马约尔加島飞往法兰克福的德国汉莎航空公司181航班（波音737型）遭自称为黑色九月的德国红軍（RAF）和PFLP合伙策划的集团劫机，被迫于索马里着陸。10月17日，由慕尼黑惨案而設立的西德特种部隊第九國境守備隊（GSG-9）通过突襲将人質全員解救。

- 1977年12月4日，馬來西亞航空653號班機，為一架波音737客機，正前往吉隆坡梳邦機場。在飛至煤炭山（Batu Arang）時，被日本赤军脅持，最後飛機不明原因在柔佛州墜毀，全機100人無人生還，包括多名部长级官员和外国大使。这次事件也是马航的第一次事故。

- 1983年5月5日：後來被台灣稱為『反共義士』的卓長仁、姜洪軍、高東萍、王豔大、安偉建及吳雲飛等6人，自中國內地劫民航機到南韓江原道春川市，然後轉赴台灣。該航機原是由瀋陽飛往上海的中國民航296號三叉戟型客機。機上有9名機組人員，96名乘客，其中3名日本人。

- 1985年6月14日：希腊雅典飞往意大利罗马的环球航空847航班（波音727型），在地中海上空飛行时遭兩名自称为伊斯兰激进派份子劫持、一名美国乘客遭射杀。

- 1986年5月3日：台灣的中華航空334號班機，在飛往香港降落前遭機長王錫爵劫持轉降中國廣州白雲機場，是少見的民航機駕駛員自行劫機的案例。

- 1987年12月7日：太平洋西南航空1771號班機，為一架BAe 146-200客機執飛，由洛杉磯國際機場飛往舊金山國際機場的定期航班。在起飛後沒多久，一名遭解雇的員工以麥格農.44左輪手槍於客艙兩槍射殺其前主管，接著至駕駛艙各一槍射殺女空服員、副機長、機長三名機組員，然後將操縱桿前推迫使飛機向下墜落，接著於客艙射殺一名乘客後，飛機墜毀全機罹難。

- 1989年12月16日，由北京經上海、舊金山飛往紐約的中國民航981號班機（波音747型）被一名棉機配件廠職工劫持，最後降落在日本福岡機場，劫機者次年被引渡回國。

- 1990年10月2日：中國厦门飞往广州的厦門航空8301號班機（波音737型）遭劫机要求飞往台湾。飞机因油料耗尽在广州白云机场紧急降落时，歹徒与飞行员发生打斗，并导致飞机失控再次加速，撞上停机坪上一架满载乘客等待起飞的波音757型飞机和另一架波音707型飞机，最终导致128人遇难，三架飞机全部报废。[3]

- 1994年4月7日：聯邦快遞705號班機被一名隨機非當值員工劫持，機上三名機員全被打至重傷，但最後仍成功制伏劫機者，貨機最後亦安全降落。事件是少數貨機被劫持案例。

- 1994年6月6日：中國福州飞往廈門的中国南方航空班机遭劫机，劫机者邹维强要求飞往台灣。此後飞机被迫降落中正國際機場（今桃園國際機場），着陸后劫机者投降、被航警局逮捕。这起劫机事件目的被认为是政治流亡。從1993年4月6日起開始至此，2年間前後共有12架次的中國民航機先後被劫往台灣。[4]

- 1994年12月24日：法国航空8969号班机在阿尔及利亚首都阿尔及尔遭到四名伊斯兰武装组织成员劫机，杀死3名乘客之后，于12月25日飞往法国，其余乘客和机组人员在法国马赛普罗旺斯机场被国家宪兵干预队成功解救。事件共造成9名国家宪兵干预队队员及13位乘客受伤，3名乘客和4名劫机者死亡。

- 1996年11月23日：从亚的斯亚贝巴起飞，经内罗毕、布拉柴维尔、拉各斯飞往阿比让的961号班机遭三名寻求政治庇护的埃塞俄比亚人劫机，于接近科摩罗的印度洋因燃油耗尽坠毁，事件导致125人死亡，有50人生还。

- 1999年7月23日：日本全日空61航班遭劫机，劫机者威胁空中乘务员后，闯入操纵室，将机长刺杀后，自行驾驶飞机急速降落。据称劫机犯对飞机以及飞机运行系统有异常的兴趣导致此事件发生。

- 2001年3月16日，一架俄罗斯弗努科夫航空公司的图-154客机在从伊斯坦布尔起飞前往莫斯科的途中被三名车臣武装分子劫持，当时机上有162名乘客。随后飞机降落在沙特阿拉伯的麦地那机场。在谈判无果后，沙特特种部队对该机发起进攻，击毙一名劫机者并逮捕其他两人。所有人质除一名俄罗斯机组人员和一名土耳其乘客死亡外其余均获解救。[5]

- 2001年9月11日：蓋達組織恐怖份子挾持美國聯合航空93號班機、175號班機及美國航空11號班機、77號班機對世界貿易中心、五角大廈進行恐怖攻擊，其中11號及175號班機先後撞上世貿大樓，77號班機則撞上五角大廈。93班機則因機上乘客及機組員的奮勇抵抗而在賓夕法尼亞州郊區墜毀，據信機上恐怖份子的目標是美國國會山莊或白宮。（詳見九一一恐怖襲擊事件）

- 2012年6月29日：天津航空GS7554号航班在从新疆和田机场飞往乌鲁木齐地窝堡国际机场中遭到6名维吾尔族男性劫机。劫机者在劫机过程中被制服，航班安全返航至和田机场。最终导致两名劫机者在医院死亡，2名空中安全员、2名乘务员和多名乘客受伤。

- 2015年3月24日：德國之翼航空9525號班機，由空中巴士A320執飛，從西班牙巴塞隆納飛往德國杜賽爾多夫的航班。該航班機長途中因故離開駕駛艙，卻遭副機長反鎖於艙外，蓄意操縱該機於法國境內上普羅旺斯阿爾卑斯省阿爾卑斯山脈約海拔2700公尺高速撞山，144名乘客與6名機組員共計150人全數罹難。

### 兩岸劫機事件
- 劫持米格系列战斗机抵臺北：

1950年代到80年代期间，中華民國政府以巨额奖励鼓励中國人民解放軍劫持战斗机飞往台湾，这些劫机者被为「反共義士」，自1949年到1989年，先後有16名中國人民解放軍空军飞行员劫持13架苏制米格战斗机飞往臺灣。
- 劫持民航客机逃往臺灣：

在1990年代后，特别是在1993年，还出现了中國大陆劫机者将民用客机劫持飞往台灣的“劫机潮”。
- 後九一一時代兩岸劫機事件

在2000年后，由于台灣本身的民主化，而且要遵守世界的秩序特别是“国际反劫机公约与国内法”，兩岸劫機事件逐漸減少。